# حفل افتتاح كأس العالم 2018

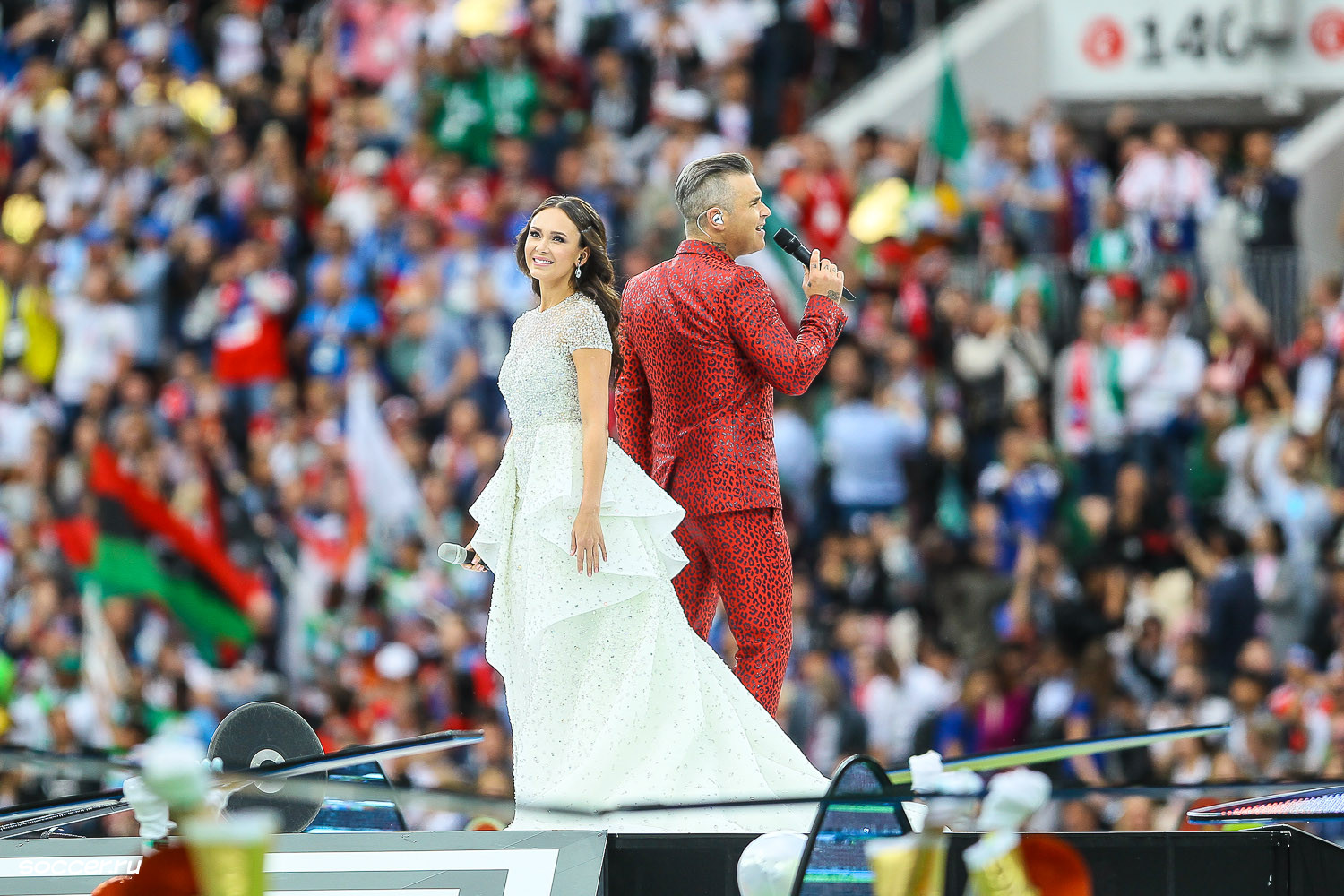
السوبرانو الروسية عايدة جاريفولينا ومغنى البوب روبي ويليامز أثناء غنائهم لأٌغنية “ الملائكة” أثناء حفل الإفتتاح.

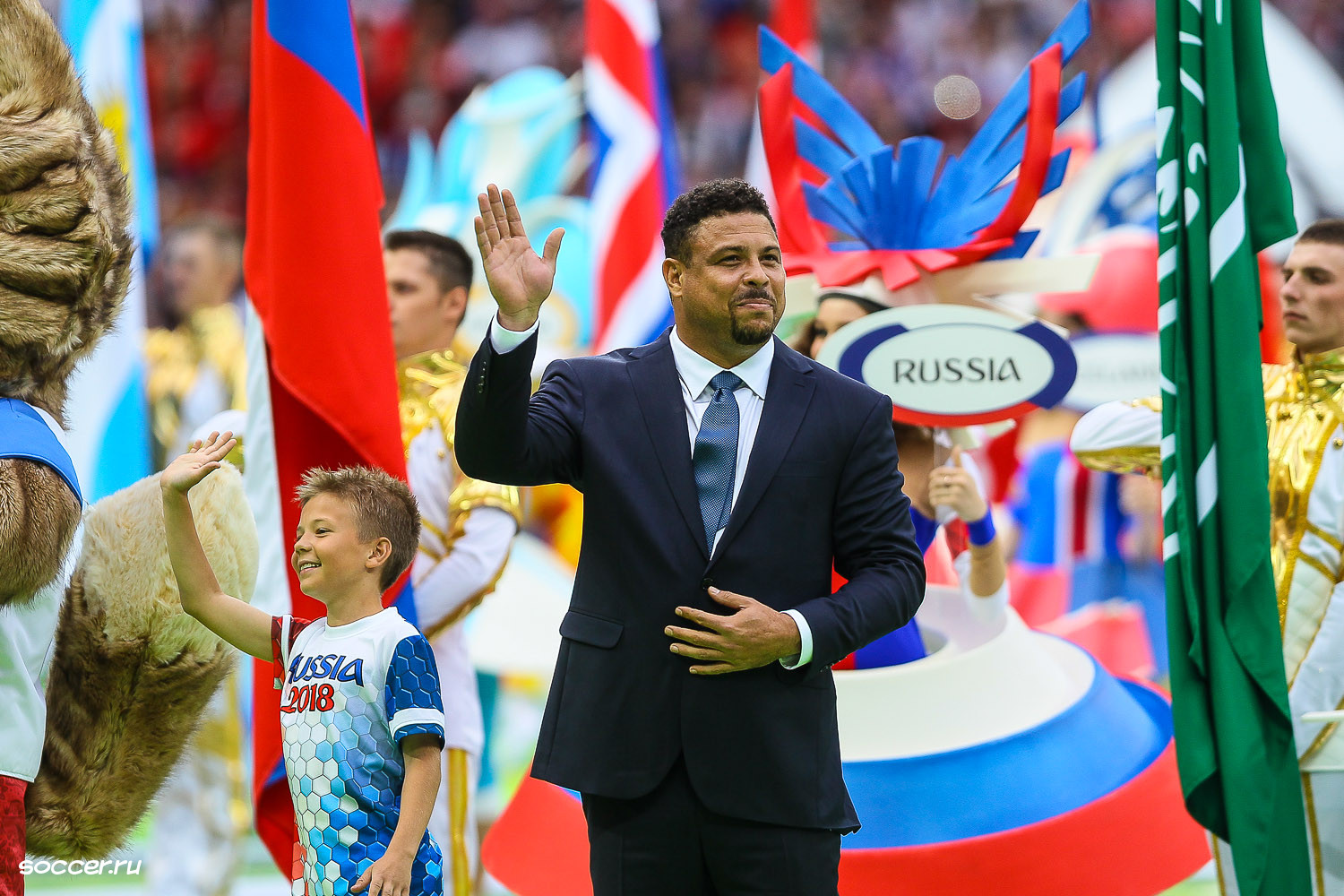
الفائز السابق بكأس العالم البرازيلي رونالدو

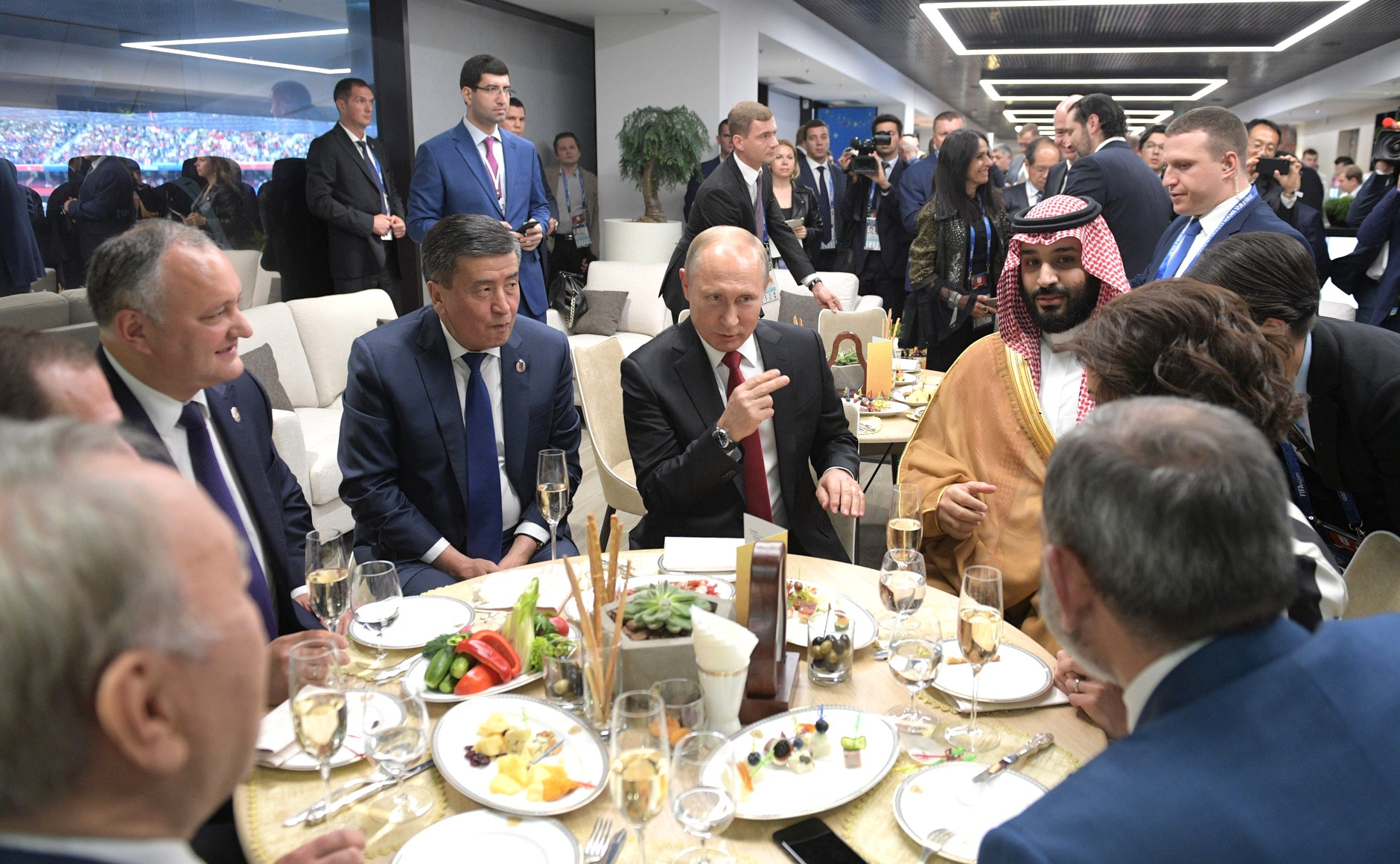
الرئيس الروسي فلاديمير بوتين مع ولي العهد السعودي محمد بن سلمان آل سعود في حفل الإفتتاح.

أُقِيمَ حفل الافتتاح كأس العالم 2018 في يوم الخميس الموافق 14 يونيو 2018، في ملعب لوجنيكي في العاصمة الروسية موسكو. وقد أنطلق الحفل في تمام الساعة 5:30 (بتوقيت موسكو)، أي بحوالي نصف ساعة قبل المباراة الافتتاحية، والتي فازت بها روسيا 5-0 على السعودية.

## الأحداث
- شارك في الحفل الذي استمر لمدة 15 دقيقة. حوالي 800 شخص في الأنشطة الاستعراضية في الملعب الروسي.[4]
- قبل بداية الحفل، رفع قائد منتخب إسبانيا الحائز على كأس العالم 2010 الحارس إيكر كاسياس كأس العالم وإلى جانبه عارضة الأزياء الروسية ناتاليا فوديانوفا.[5]
- دخل رونالدو المهاجم البرازيلي السابق الفائز بكأس العالم مع طفل يرتدي قميص مكتوب عليه روسيا 2018.
- بعدها احتل مغني البوب الإنجليزي روبي ويليامز الصدارة بعدما عدة أغاني قديمة اشتهرت في تسعينات القرن الماضي.[6] فأدى أغنية «دعني أمتعك» (بالإنجليزية: Let Me Entertain You)‏، قبل أن يتم عزف السوبرانو الروسي لعايدة جارفولنا. غنى ويليامز كذلك قسماً من أغنية «فيل» (بالإنجليزية: Feel)‏، قبل أن يقوم هو وغاريفولينا بعمل دويتو من لأغنية لأٌغنية “الملائكة” (بالإنجليزية:  Angels)‏، حيث ظهر الفنانون وهو مرتدين أعلام جميع الفرق الـ 32 ويحملون لافتة تحمل اسم كل دولة.[7]
- عاد البرازيلي رونالدو مرة إخرى لأرضية الملعب حاملاً معه الكرة الرسمية للبطولة (أديداس تيليستار 18) التي أرسلت إلى الفضاء مع طاقم محطة الفضاء الدولية في مارس وعادوا إلى الأرض في أوائل يونيو.[8]
- وتلا حفل الافتتاح كلمتين مقتضبتين للرئيس الروسي فلاديمير بوتين ولرئيس الفيفا السويسري جياني إنفانتينو أعلنا خلالها عن افتتاح البطولة رسمياً.[9]

## جدال

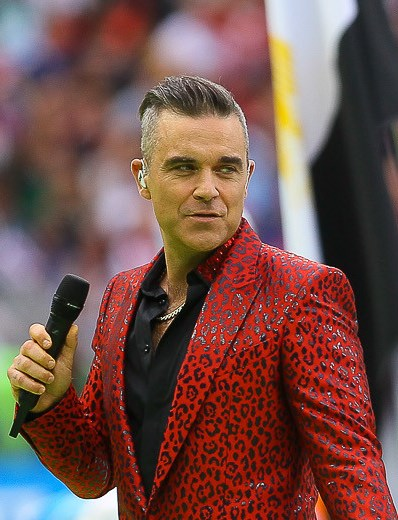
المغني روبي ويليامز في حفل افتتاح كأس العالم 2018

لم تمر حادثة إشارة روبي ويليامز البذيئة في افتتاح المونديال مرور الكرام. أثار هذا المشهد الذي نقل مبارشة على شبكة فوكس التلفزيونية، غضب وانتقاد الكثير من المتابعين على موقع تويتر، مما أجبر شبكة فوكس التلفزيونية على إصدار بيان اعتذار، قالت فيه إن الحفل كان حدثاً مهماً يجرى على الهواء ولم يكن من الممكن توقع حدوث ذلك. لاحقاً حاول وليامز تخفيف حدة الانتقادات بالتصريح عبر موقعه الرسمي، بأنه قدم الكثير من الأعمال خلال مسيرته، وأن الغناء في افتتاح كأس العالم أمام 80 ألف مشجع وملايين أخرى في العالم كله كان أحد أحلام الطفولة. يذكر أن سبب الإشارة جاء رداً على انتقادات كثيرة من النقاد وقطاع كبير من جمهوره الذي اتهمته بالحصول على أموال من الحكومة الروسية، في ظل توتر العلاقة بين روسيا وبريطانيا على خلفية قضية اغتيال العميل الروسي سيرغي سكريبال.